# Starsky i Hutch (film)
Starsky i Hutch (ang. Starsky & Hutch) – amerykański film fabularny z 2004 roku w reżyserii Todda Phillipsa.
Jest to film na podstawie serialu pod tym samym tytułem, zrealizowanego w latach 1975–1979. Opowiada o dwóch policjantach. Akcja filmu osadzona jest w latach 70., ukazane są w nim realia – choć mocno przerysowane – Ameryki tamtych lat (zachowanie ludzi, samochody, budynki).

## Obsada
- Owen Wilson jako Ken Hutchinson
- Ben Stiller jako Dave Starsky
- Snoop Dogg jako Huggy Bear
- Vince Vaughn jako Reese Feldman
- Jason Bateman jako Kevin
- Juliette Lewis jako Kitty
- Amy Smart jako Holly
- Carmen Electra jako Staci
- Fred Williamson jako Kapitan Doby
- Chris Penn jako Manetti
- Terry Crews jako Porter